# گلویج
گلویج، روستایی از توابع بخش مرکزی شهرستان سنقر در استان کرمانشاه ایران است.

مردمان این روستا از ایل کلیایی هستند به لحجه کردی  کلیایی سخن می‌گویند 

## جمعیت
این روستا در دهستان سرآب قرار دارد و براساس سرشماری مرکز آمار ایران در سال ۱۳۸۵، جمعیت آن ۱۷۵ نفر (۴۸خانوار) بوده‌است.